# Матиньонские соглашения (1988)
Матиньонские соглашения — соглашения, подписанные в Матиньонском дворце Жаном-Мари Тжибау и Жаком Лафлером, 26 июня 1988 года между лоялистами, которые хотели сохранить Новую Каледонию в составе Пятой Французской Республики и их противниками, которые выступали за независимость региона.
Соглашения были организованы под эгидой правительства Франции в результате обсуждений и компромиссов, достигнутых Кристианом Бланком, координатором французского правительства Мишеля Рокара.

## Описание
В соглашениях был установлен десятилетний период развития. Были созданы институциональные и экономические положения для общины народа Канак. Власти Новой Каледонии согласились не поднимать вопрос о независимости в течение этого периода.
Эти соглашения предусматривали амнистию для лиц, участвовавших в захвате заложников в пещере на острове Увеа, который произошёл в 1988 году. Так же соглашения предусматривали запрет на все судебные разбирательства в отношении гибели четырёх жандармов и 19 участников за независимость.
Соглашения Матиньона были одобрены избирателями Франции и Новой Каледонии на референдуме, состоявшемся 6 ноября 1988 года, в котором избирателям был задан вопрос «Согласны ли вы разрешить жителям Новой Каледонии голосовать за самоопределение в 1998 году?».
Большинство избирателей — 80 % — проголосовали за. Участие избирателей в референдуме за самоопределение составляло 37 %, при этом 12 % бюллетеней были пустыми.
5 мая 1998 года под эгидой премьер-министра Франции Лионеля Жоспена было подписано Нумейское соглашение. Он включал передачу суверенитета на 2018 год. По соглашению территория будет полностью автономной, за исключением областей связанных с обороной, безопасностью, судебной системой и финансами, которые будут находиться под надзором Франции.
Соглашение было одобрено 72 % избирателей на референдуме в Новой Каледонии, состоявшемся 8 ноября.